# The Beat Goes On
«The Beat Goes On» es una canción de la banda de rock británica Beady Eye. Se publicó como su tercer sencillo en julio de 2011 y se incluyó en el álbum Different Gear, Still Speeding. Fue presentada e interpretada en vivo por la banda en el programa Alan Carr: Chatty Man de Channel 4 el 1 de julio.

## Lista de canciones
Todas las canciones escritas y compuestas por Gallagher/Archer/Bell. 
| N.º | Título                        | Duración |  |
| 1.  | «The Beat Goes On»            | 4:44     |  |
| 2.  | «In the Bubble with a Bullet» | 2:57     |  |

## Posición en listas
| Año  | País        | Lista            | Posición |
| ---- | ----------- | ---------------- | -------- |
| 2011 | Reino Unido | UK Singles Chart | 64       |